# Rajić (Belovár)
Rajić (1910 és 1981 között Rajić Gudovački) falu Horvátországban Belovár-Bilogora megyében. Közigazgatásilag Belovár községhez tartozik.

## Fekvése
Belovár központjától légvonalban 10, közúton 13 km-re nyugatra, Prgomelje és Majur között, a Konjska-patak bal partján fekszik.

## Története
A falu akkor keletkezett, amikor a török uralom után a 17. századtól a kihalt területre folyamatosan telepítették be a keresztény lakosságot. A település 1774-ben az első katonai felmérés térképén a falu „Dorf Raich” néven szerepel. A település katonai közigazgatás idején a kőrösi ezredhez tartozott. Lipszky János 1808-ban Budán kiadott repertóriumában „Raich” néven szerepel.  
Nagy Lajos 1829-ben kiadott művében „Raich” néven 39 házzal, 66 katolikus és 201 ortodox vallású lakossal találjuk.
A katonai közigazgatás megszüntetése után Magyar Királyságon belül Horvátország részeként, Belovár-Kőrös vármegye Belovári járásának része volt. Görög katolikus plébániáját 1897-ben alapították. 1857-ben 303, 1910-ben 359 lakosa volt. Az 1910-es népszámlálás szerint lakosságának 41%-a horvát, 34%-a szerb, 20%-a cseh anyanyelvű volt. 1918-ban az új szerb-horvát-szlovén állam, majd később Jugoszlávia része lett. 1941 és 1945 között a németbarát Független Horvát Államhoz, majd a háború után a szocialista Jugoszláviához tartozott. 1991-től a független Horvátország része. 1991-ben lakosságának 83%-a horvát, 12%-a szerb nemzetiségű volt. 2011-ben a településnek 214 lakosa volt.

## Lakossága
| Lakosság változása | Lakosság változása | Lakosság változása | Lakosság változása | Lakosság változása | Lakosság változása | Lakosság változása | Lakosság változása | Lakosság változása | Lakosság változása | Lakosság változása | Lakosság változása | Lakosság változása | Lakosság változása | Lakosság változása | Lakosság változása |
| ------------------ | ------------------ | ------------------ | ------------------ | ------------------ | ------------------ | ------------------ | ------------------ | ------------------ | ------------------ | ------------------ | ------------------ | ------------------ | ------------------ | ------------------ | ------------------ |
| 1857               | 1869               | 1880               | 1890               | 1900               | 1910               | 1921               | 1931               | 1948               | 1953               | 1961               | 1971               | 1981               | 1991               | 2001               | 2011               |
| 303                | 290                | 269                | 311                | 312                | 359                | 341                | 367                | 385                | 407                | 393                | 366                | 312                | 284                | 242                | 214                |